# Красноярское сельское поселение (Пермский край)
Красноярское сельское поселение — упразднённое муниципальное образование, входившее в состав Бардымского муниципального района Пермского края. Административный центр — село Краснояр-I.
Образовано в ноябре 2004 года в результате реформы местного самоуправления. В ноябре 2019 года упразднено путём включения в состав Бардымского муниципального округа.

## Население
По данным переписи 2010 года численность населения составила 2032 человека, в том числе 957 мужчин и 1075 женщин.
В 2005 году численность населения составляла 1923 человека.

## Населённые пункты
| Название   | Тип населённого пункта       | Население, 2010 год | Почтовый индекс | ОКАТО          |
| ---------- | ---------------------------- | ------------------- | --------------- | -------------- |
| Краснояр 1 | село, административный центр | 1354                | 618 160         | 57 204 825 001 |
| Краснояр 2 | село                         | 678                 | 618 160         | 57 204 825 002 |
| Утяй       | деревня                      | 0                   | 618 160         | 57 204 825 003 |